# Gaio Quinto Bonoso
Gaio Quinto Bonoso (fl. 281) è stato un militare romano, usurpatore nelle province settentrionali contro l'imperatore Probo.

## Biografia
Nacque in Hispania da padre proveniente dalla Britannia Romana e madre gallica. Perse molto presto il padre, che di mestiere faceva il retore, ma la madre gli fornì una educazione sufficiente. Bonoso ebbe una carriera militare notevole: dapprima fu centurione, poi servì nella cavalleria e fu ufficiale sulla frontiera retica. Grazie alla sua capacità di reggere molto bene l'alcol fu impiegato dall'imperatore Aureliano in attività di spionaggio: partecipava ai banchetti dei capi germani e li faceva ubriacare affinché si lasciassero andare e rivelassero tutti i loro segreti.
Probabilmente per esigenze diplomatiche sposò una donna della nobiltà gota di nome Hunila, dalla quale ebbe due figli che furono trattati con onore da Probo dopo la sua morte.
Promosso al fronte renano con la responsabilità di gestire la classis germanica, permise ai Germani di bruciare la flotta al suo comando. Temendo le conseguenze di questa perdita, si fece acclamare imperatore (c. 281) a Colonia Agrippina (Colonia), Germania Inferior, assieme a Tito Ilio Proculo. Probo reagì tentando di sopprimere la rivolta, ma vi riuscì solo dopo lungo tempo e a grande prezzo, quando Bonoso, sfiduciato, decise di impiccarsi.